# Notenbank Weimar

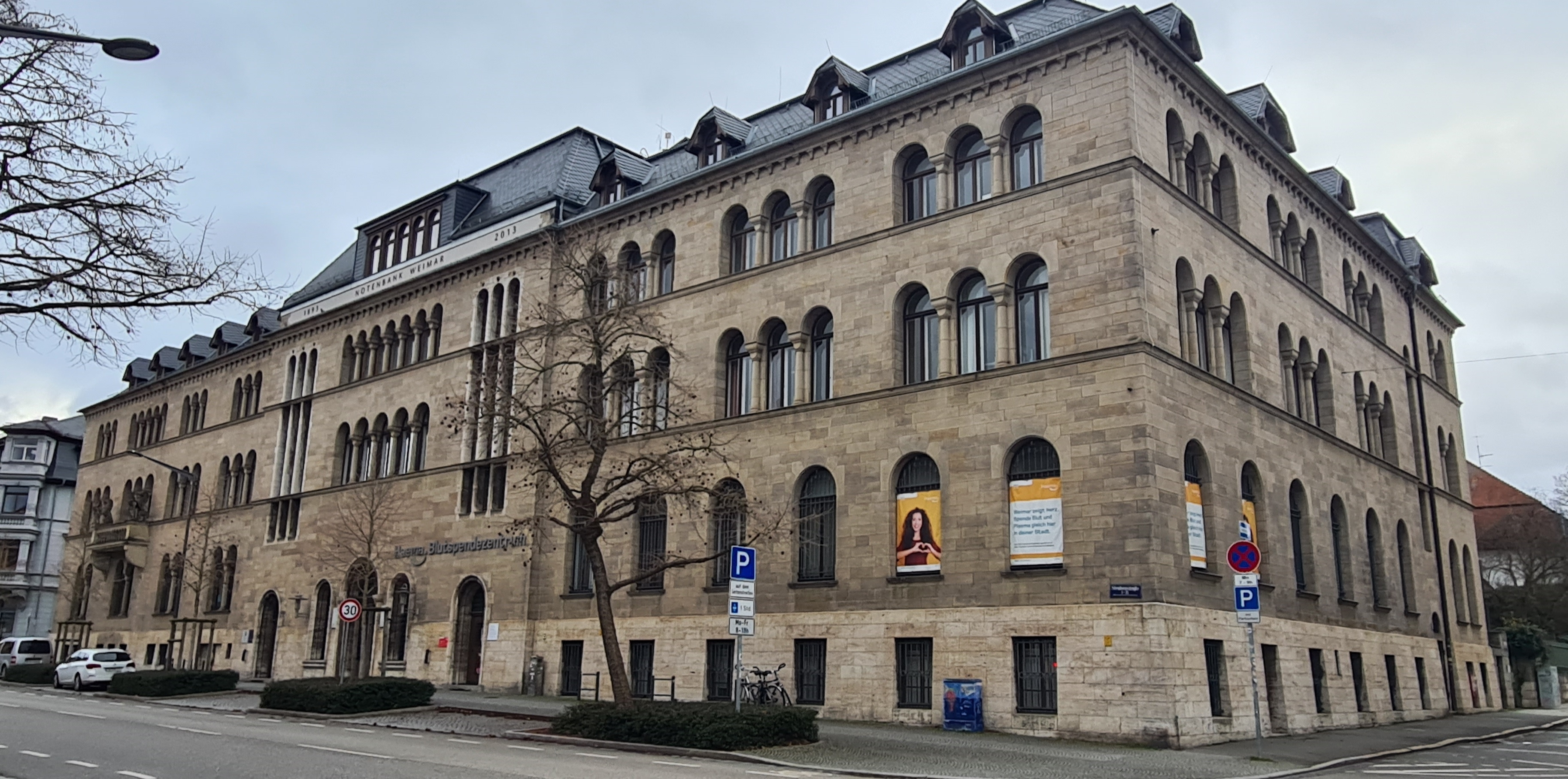
Notenbank Weimar

Das mehrgeschossige Gebäude in der Steubenstraße 15 in Weimar war Sitz der Notenbank bzw. Staatsbank im Großherzogtum Sachsen-Weimar-Eisenach. Der im neoromanischen Stil entworfene Bau mit Sandsteinverkleidung entstand 1893/94 und gehört somit in die Epoche des Historismus.

## Geschichte
Der Bau entstand im Auftrag der Landeskreditkasse des Großherzogtums Sachsen nach Entwurf des Leipziger Architekturbüros Weichardt & Eelbo als repräsentatives Bankgebäude. Im Jahr 1923 war die Kreditkasse in die Thüringische Staatsbank überführt worden. Eigentlicher Sitz der Thüringischen Staatsbank war die Schubertstraße 10.
Das Architekturbüro Bielenberg & Moser, das für Bank- und Versicherungsbauten spezialisiert war, erweiterte den Altbau für die Thüringische Notenbank zwischen 1925 und 1932 um das Dreifache seiner ursprünglichen Größe. Auffallend sind das machtvolle Schieferdach, die mit Natursteinplatten verkleideten Fassaden, vor allem jedoch die gekoppelten Rundbogenarkaden, die motivisch von dem Alt- auf den Neubau übertragen worden sind und so das Bankgebäude als neoromanisches Bauwerk zeigen. Deutlicher als am Äußeren gibt sich die Entstehungszeit des Erweiterungsbaus im Inneren zu erkennen in Form einer handwerklich gediegenen Art-Déco-Ausstattung, die die  Haupträume kennzeichnet. So beeindrucken Vestibül und Treppenhaus, Sitzungssaal aus dem Jahr 1932 und Direktorenzimmer noch heute. Die Haustechnik, aufgewertete Fenster und ein Bürgersolaranlage auf dem Dach weisen auf neue Energiekonzepte hin für die alte Traditionsbank. Im Innern befindet sich ein Aufzug aus dem Jahre 1926, einer der ältesten in Weimar. Seit 2016 ist er wieder funktionstüchtig. Außen ist der figurale Schmuck des Balkons in Gestalt von zwei wappenhaltenden Löwen zu erwähnen. Das Gebäude wurde zwischen 2015 und 2018 saniert.

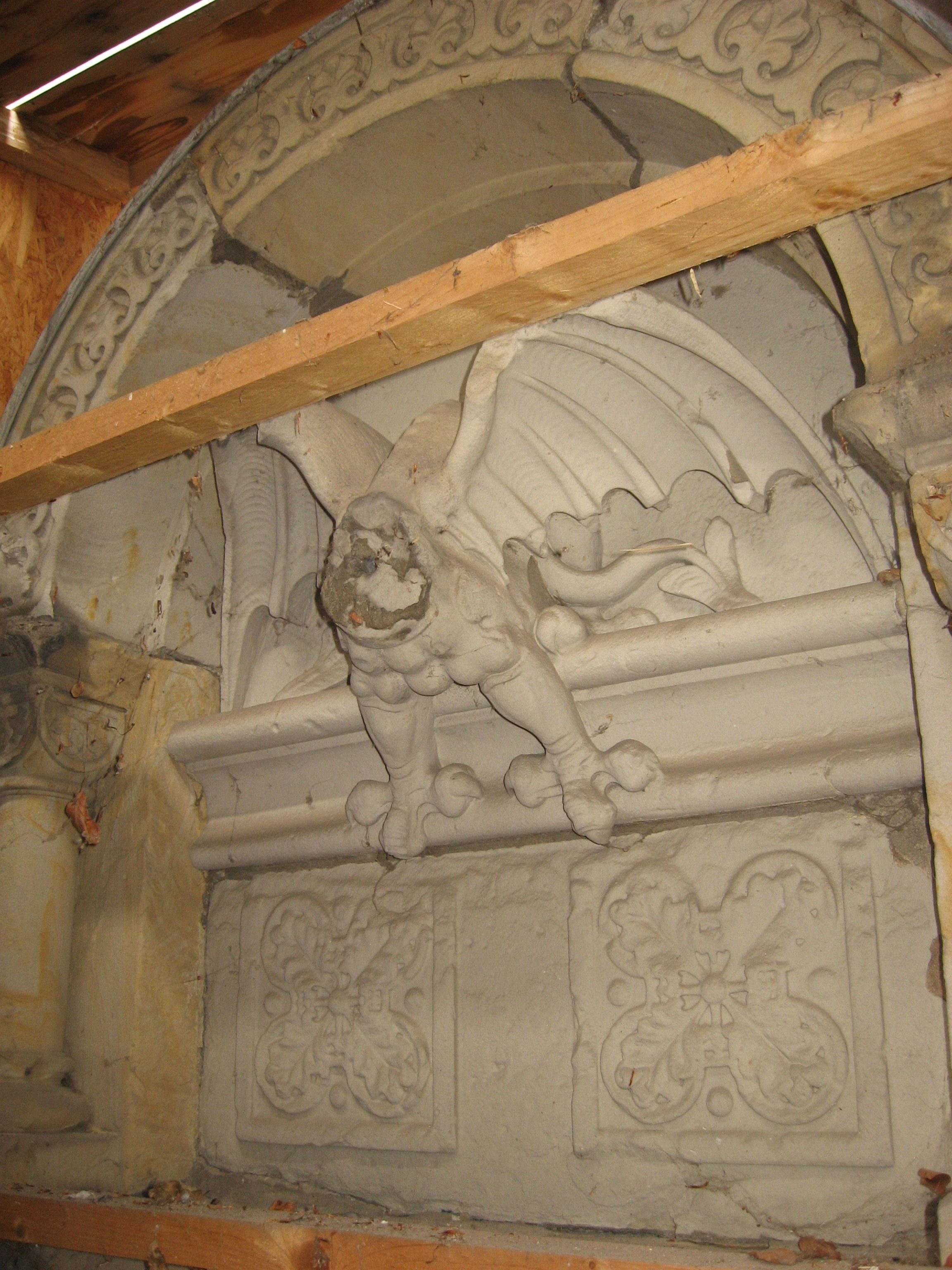
Fabeltierbrunnen

Innen befand sich der Fabeltierbrunnen, der an die südliche Giebelseite versetzt wurde.
Die alte Funktion als Notenbank hat dieses Gebäude längst nicht mehr. In dem Gebäude befinden sich heute Wohnungen, auch Ferienwohnungen, und Geschäftsräume. Auch die Schola Cantorum Weimar und ein Blutspendezentrum haben hier ihren Sitz. Das ehemalige Bankgebäude steht auf der Liste der Kulturdenkmale in Weimar (Einzeldenkmale).